# La Fête des pères (film, 1990)
Cet article concerne le film de Joy Fleury. Pour le film d'Ivan Reitman, voir La Fête des pères.
Pour les articles homonymes, voir La Fête des pères.
Pour plus de détails, voir Fiche technique et Distribution.
La Fête des pères est un film français réalisé en 1989 par Joy Fleury et sorti en 1990.

## Synopsis
Thomas et Stéphane sont deux homosexuels qui veulent avoir un enfant. Ils décident de partir à la Martinique acheter un bébé. Mais Paulo, leur contact, s'enfuit avec le bébé et l'argent. Ils rencontrent la belle Carole qui les aide à retrouver Paulo. Thomas et Stéphane récupèrent leur argent. Carole accepte d'être leur mère porteuse, à la seule condition de ne pas être fécondée artificiellement…

## Fiche technique
- Réalisation : Joy Fleury
- Musique : Bob Telson
- Décors : Frédéric Duru
- Genre : comédie
- Durée : 83 minutes
- Pays :  France
- Date de sortie : France : 14 mars 1990

## Distribution
- Thierry Lhermitte : Thomas Bastide
- Alain Souchon : Stéphane
- Gunilla Karlzen : Carole Larcher
- Rémi Martin : Jérôme
- Micheline Presle : Mireille
- Didier Bénureau : Bob
- Jean-Louis Foulquier : le père de Jérôme
- Jean Gastaud : Charles
- Catherine Mongodin : la rousse